# پمپ کف کش
پمپ کف کش (انگلیسی: Sump pump) دستگاهی است که آب را از زیرزمین خانه‌تان به بیرون از خانه منتقل می‌کند.
پمپ کفکش برای حذف ذرات معلق و کثیفی‌هایی که در آب غلیظ شده‌اند، مورد استفاده قرار می‌گیرد. پمپ کفکش با استفاده از نیروی گرانش یا نیروی مرکزگرایی، ذرات سنگین‌تر را به سمت مرکز جریان آب می‌کشد و آنها را از طریق یک لوله‌ی خروجی خارج می‌کند. این پمپ‌ها معمولاً در استخرها، مخازن نگهداری آب، سیستم‌های تصفیه فاضلاب و سایر محیط‌های مشابه استفاده می‌شوند.

## پمپ کف کش چگونه کار میکند؟
کف کش، یک چاه یا حفره ای طبیعی است که معمولاً زیر سطح اصلی طبقه زیرزمین حفر شده است. این چاه، که به چاله (basin) شناخته می‌شود، پمپ کف کش را نگه می‌دارد. این پمپ مجهز به شیرهایی/دریچه‌هایی است که بالا آمدن سطح و فشار آب را حس می‌کنند.
وقتی سطح آب بیش از حد بالا می‌رود، پمپ‌های کف کش روشن می شوند و به صورت خودکار آب اضافی را از زیرزمینی خارج و با استفاده از یک خط تخلیه به بیرون و دور از ملک شما پمپ می‌کنند. این خط (فاضلاب)، پمپ کف کش را به یک منطقه دفع مشخص متصل می‌کند.
یک پمپ می‌تواند نیروی خود را از برق، باطری یا آب بگیرد. پمپ‌های اصلی معمولاً با سیم وصل می‌شوند، اما بسیاری از سیستم‌های پمپ کف کش دارای یک پمپ پشتیبان هستند که در صورت قطع برق،نیرویش را از آب یا یک باطری می گیرد.

## آیا به پمپ کفکش نیاز دارم؟
پمپ‌های کف کش در خانه‌هایی که به سیل‌زدگی حساس هستند، ضروری است. چه از بارش بیش از حد معمول باشد یا از زیرزمینی که روی سفره آب زیرزمینی باشد، سیلاب برای خانه و سلامت شما میتواند فاجعه آمیز باشد. حتی اگر در خانه‌تان سیلاب نشود، رطوبت می‌تواند موجب ایجاد چندین نوع قارچ شود که خطر ابتلا به عفونت‌های تنفسی شدید، واکنش‌های آلرژیک و مشکلات آسمی را افزایش می‌دهد. اگر راهی برای منتقل کردن آب به بیرون نداشته باشید، آن آب تجمع خواهد کرد و در نهایت زیرزمین شما را مرطوب یا دچار آب گرفتگی میکند.

## محل تخلیه پمپ کف کش کجاست؟
پمپ کف کش باید آب را به یک منطقه مشخص تخلیه کند، مانند یک چاه خشک، یک رودخانه یا جوی، یا حتی فاضلاب محله.
مراقب باشید که نقطه تخلیه نزدیک محلی نباشد که آب را به خانه شما بازگرداند. بهترین حالت این است که آن را 3 الی 6 متر دورتر از پایه خانه‌تان هدایت کنید. برخی از شهرها دارای آیین‌نامه‌های ساختمانی هستند که مشخص می‌کنند که پمپ کف کش شما در کجا می‌تواند آب را تخلیه کند، بنابراین همیشه بهتر است با دولت محلی خود هماهنگ کنید.

## انواع پمپ های کفکش چیست؟

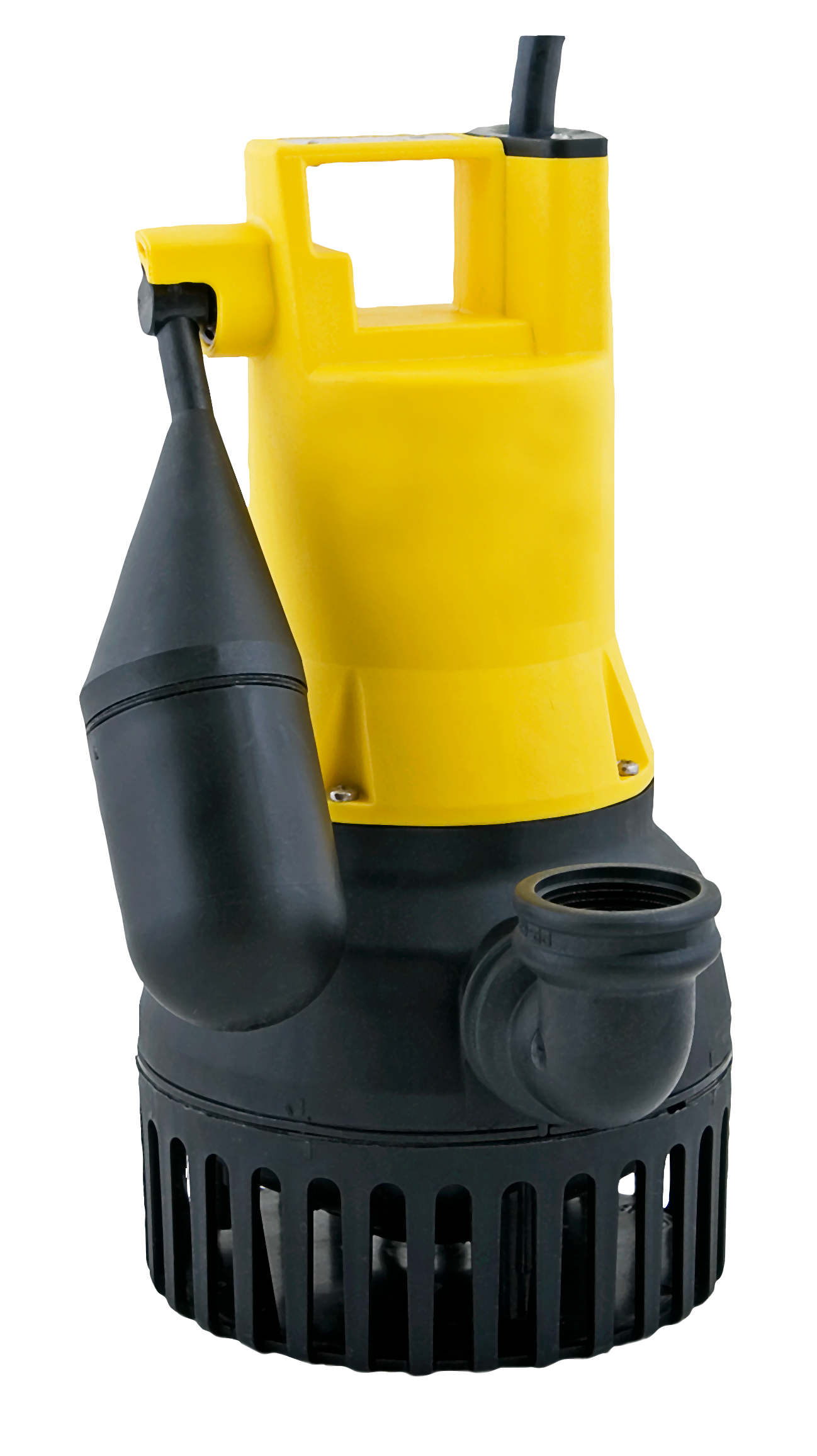
پمپ مستغرق

انواع پمپ‌های کف کش شامل چهار نوع رایج هستند:

### 1- پمپ‌های غوطه‌ور- مستغرق (submersible)
پمپ‌های غوطه‌ور حاوی پمپ و موتور در یک واحد هستند. آن‌ها داخل یک چاله در زیرزمین شما غرق و بسته هستند. به دلیل غوطه شدن کامل پمپ‌های غوطه‌ور در حوضه آب، آن‌ها اغلب ساکت‌تر و کم‌جا تر هستند، و کمتر از پمپ های کفکش پایه دار دچار گرفتگی می شوند. با این حال، به دلیل اثرات غوطه شدن در آب، احتمال دارد که به اندازه دیگر پمپ ها عمر نکند. برخلاف این عیب، پمپ کف کش غوطه‌ور همچنان بهترین گزینه برای خانه‌هایی با دغدغه سیل زدگی شدید است.

### 2- پایه دار (pedestal)

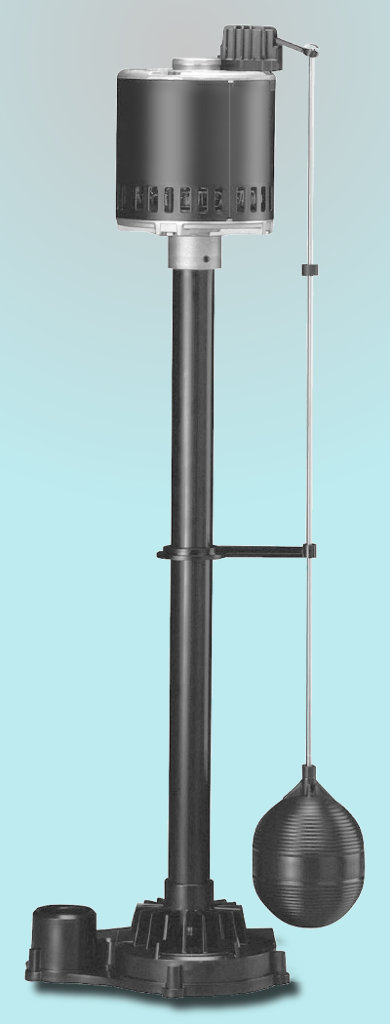
پمپ پایه دار

این نوع پمپ برخلاف پمپ‌های کف کش غوطه‌ور، از یک موتور و پمپ جداگانه تشکیل شده‌اند. موتور روی یک ستون در بالای چاله قرار میگیرد، به همراه یک لوله که به چاله میرود جایی که پمپ قرار دارد. پمپ، آب را از طریق لوله به منطقه تخلیه مشخص شده‌تان ارسال و خارج میکند. از آنجایی که موتور غوطه نیست، اغلب طول عمر بالاتری نسبت به دیگر پمپ‌های کف کش دارد و برای تعمیر و نگهداری دسترسی آسان تری دارد. هرچند، به این معناست که میتواند پرصداتر باشد و فضای بیشتری را نسبت به پمپ مستغرق اشغال کند.

### 3- پشتیبان باتری دار (battery-powered backup)
یک پمپ کفکش با باتری پشتیبان یک راه عالی برای تامین امنیت بیشتر در برابر خسارت سیل است. یک باتری پشتیبان با یک سوئیچ شناور به پمپ شما این اجازه را می‌دهد که در زمان قطعی برق (برای مثال حین یک طوفان زمانی که بیشترین احتیاج را به پمپ دارید) فعالیت داشته باشد. وقتی آب در چاله افزایش می‌یابد، سوئیچ شناور فعال شده و عملکرد باطری شما را شروع می‌کند.

### 4-پشتیبان براساس آب (water-powered backup)
زمانیکه فشار آب افزایش پیدا میکند، پشتیبان آبی، آب را از چاله شما خارج میکند. مزیت یک سیستم با انرژی آبی این است که نیازی به نظارت یا تعویض باتری های پشتیبان نیست. ولی از جهتی هم مصرف آب اضافی هزینه قبض آب شما را به شدت افزایش میدهد و اینخود بحث برانگیز است. برخی از شهرها اجازه نصب آن‌ها را نمی‌دهند.

## انواع سوئیچ های پمپ کف کش
پمپ‌های کف کش می‌توانند با یک سیستم سوئیچ عمل کنند. یک سوئیچ اجازه روشن شدن مستقل پمپ را میدهد. درحالیکه همگی به یک نتیجه می‌رسند، برخی از سوئیچ‌ها متفاوت از دیگری عمل میکنند. در زیر چندین نوع سوئیچ و نحوه عملکرد آن‌ها آورده شده است:
سوئیچ دیافراگمی: این سوئیچ بسیار شبیه دیافراگم شما عمل می‌کند، هنگامی که فشار افزایش می‌یابد، به صورت معکوس منحرف می‌شود و زمانی که کم می‌شود، به حالت اولیه باز می‌گردد. این نوع سوئیچ بیشترین نوع استفاده را دارد زیرا سوئیچ در این حالت کمتر گیر میکند.
سوئیچ فشار: یک سوئیچ فشار مقدار فشار را در آب احساس می‌کند و هنگامی که به حد خاصی می‌رسد، عمل پمپ را فعال می‌کند.
سوئیچ شناور عمودی: سوئیچ شناور عمودی یک سوئیچ مغناطیسی است که روی میله ای در پمپ به بالا و پایین حرکت می‌کند. هنگامی که سطح آب افزایش می‌یابد، شناور به سمت بالا می‌رود و پمپ را روشن می‌کند. وقتی سطح آب کاهش می‌یابد، سوئیچ کم می‌شود و پمپ را خاموش می‌کند.
سوئیچ شناور (فلوتر دار): سوئیچ شناور توسط کابلی به پمپ بسته شده است و در چاله شناور است. وقتی آب افزایش می‌یابد و سوئیچ نمی‌تواند بالاتر شناور بشود(داخل آب فرو میرود)، یک سیگنال الکتریکی به پمپ ارسال می‌شود تا پمپ را فعال کند. وقتی سطح آب خیلی کم است و سوئیچ دیگر روی آب شناور نیست، یک سیگنال الکتریکی به پمپ می‌گوید که خاموش شود.
سوئیچ الکترونیکی: سوئیچ الکترونیکی به وسیله هیچ شناوری عمل نمی‌کند، بلکه با احساس فشار آب درون چاله عمل می‌کند. هنگامی که سطح آب افزایش می‌یابد، فشار نیز افزایش می‌یابد و پروب ها فعال میشوند و پمپ را روشن می‌کند.

## پمپ های کف کش چقدر عمر میکنند؟
پمپ‌های کف کش، بسته به میزان استفاده معمولاً بین 7 تا 10 سال عمر مفید دارند. پمپ‌های کف کش ممکن است به دلیل خطا در نصب، ماشین و عمر مفید از کار بیفتند. اگر خودتان پمپ را نصب می‌کنید، اطمینان حاصل کنید که با فرآیند آشنایی دارید. هزینه نصبی که در آن صرفه جویی میکنید بسیار کمتر از هزینه خسارت آبی است که به خاطر نصب اشتباه به شما وارد میشود. همچنین، خطاهای پمپ می‌توانند ناشی از سیکل های مداوم یا سوئیچ‌هایی باشند که گیر میکنند.